# Montenegro y el euro

Estados de la zona del euro (20)
Estados de la UE que tienen la obligación de unirse a la zona del euro (6)
Estados de la UE con una cláusula de exclusión (1)
Estados externos a la UE que utilizan el euro mediante un acuerdo (4)
Estados (incl. Estados de facto) externos a la UE que utilizan el euro sin que medie un acuerdo (2)

Montenegro es un país localizado en el sudeste de Europa. No es miembro de la Unión Europea ni de la Eurozona, además de que carece de un acuerdo monetario con la UE. Sin embargo, es uno de los dos territorios, junto a Kosovo, que han adoptado al euro unilateralmente como divisa de facto. Esto quiere decir que aunque el euro no sea de curso legal en el país, es tratado como tal por el gobierno y los ciudadanos.

## Historia
A principios del siglo XX, durante la existencia del Reino de Montenegro, el gobierno introdujo el perper montenegrino de 1906 a 1918. Sin embargo, otras divisas eran utilizadas paralelamente, como la corona austrohúngara. Entre los años 1922 y 1941, Montenegro adoptó el dinar yugoslavo, moneda del Reino de Yugoslavia, al que pertenecía.

### Dinar yugoslavo

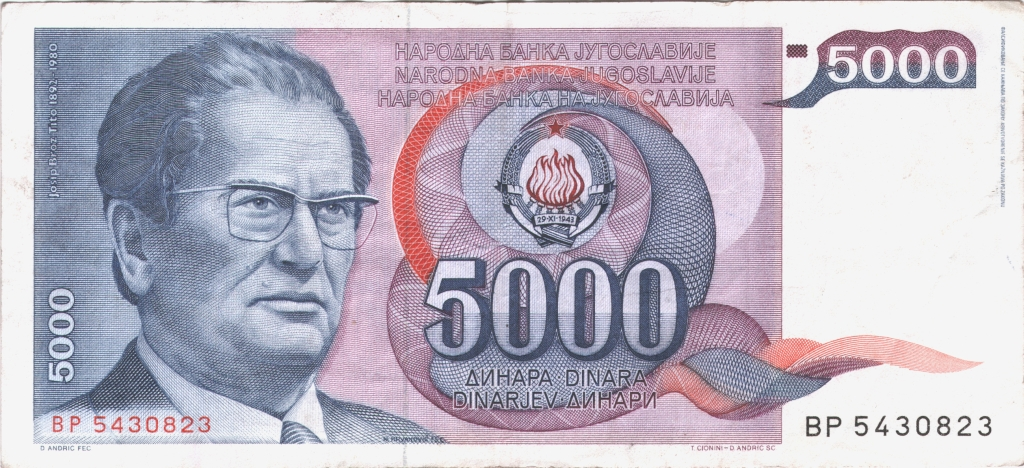
Billete de 5.000 dinares (1985)

Al finalizar la Segunda Guerra Mundial, Montenegro se convirtió en uno de los territorios que conformaban la República Federativa Socialista de Yugoslavia, por lo que adoptó sus mediadas financieras y su divisa, el dinar yugoslavo. Tras la separación de Yugoslavia en 1992, Montenegro y Serbia se unieron en un mismo estado, la República Federativa de Yugoslavia, conocida más adelante como Serbia y Montenegro. En esta nueva situación, el sistema monetario fue centralizado de nuevo y el Banco Central de Montenegro perdió autonomía y se convirtió en una oficina regional del por entonces Banco Nacional de Yugoslavia, con sede en Belgrado, Serbia.
Se estableció en el país una gran centralización financiera, por lo que era fácilmente manipulable y derivaba en muchas complicaciones monetarias debido a la inexistencia de disciplinas y regulaciones legales. Esto produjo una fuerte hiperinflación, especialmente entre los años 1992 y 1994, cuando el mercado común cayó en quiebra y dos guerras estallaron en antiguas repúblicas yugoslavas. Por entonces, el índice de inflación en Serbia y Montenegro era del 50% en febrero de 1992 y del 100% en junio del mismo año. La hiperinflación fue severa y prolongada y el dinar yugoslavo se empezó a considerar como una de las peores divisas del mundo.

### Marco alemán

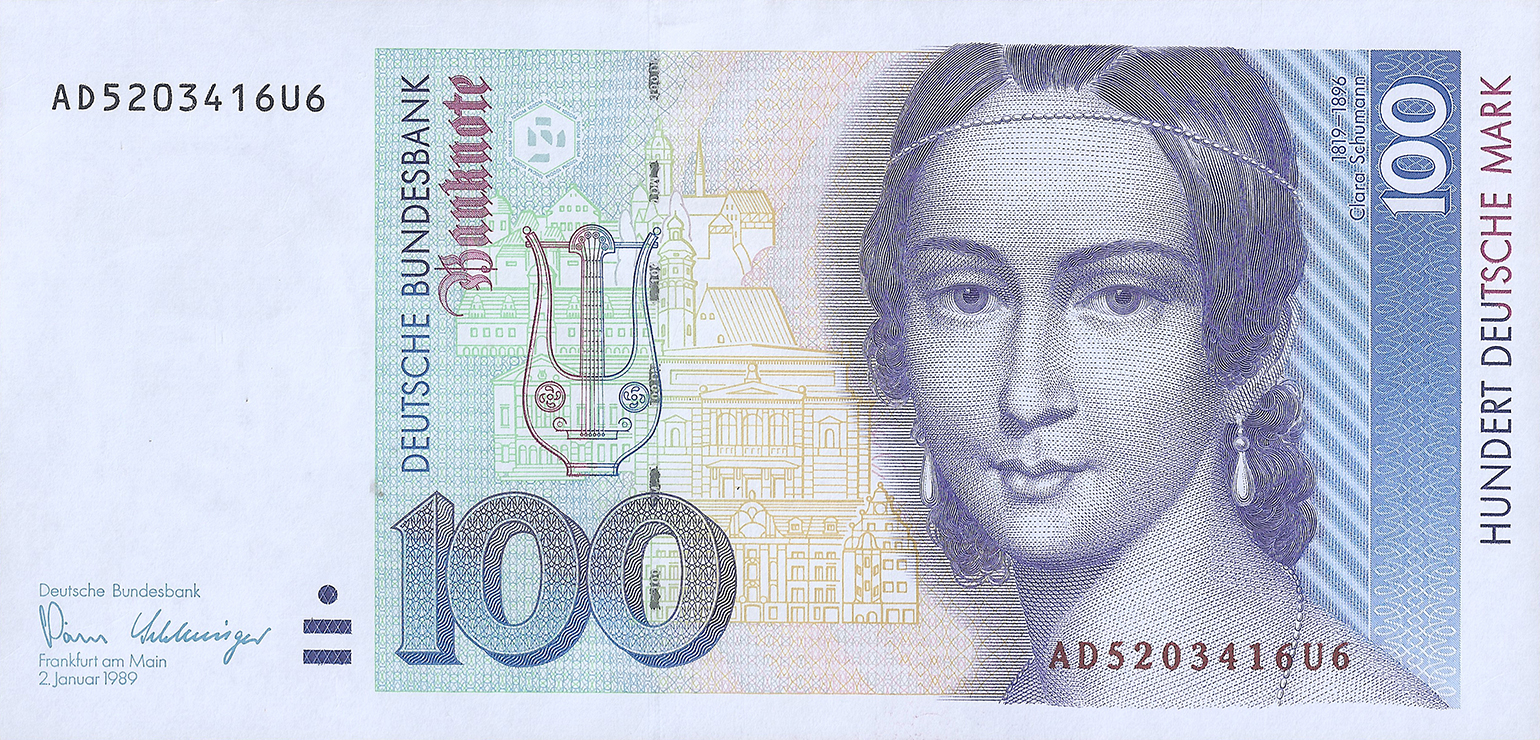
Un billete de 100 marcos

A principios de 1999, el gobierno comenzó a buscar una manera de proteger los intereses económicos de Montenegro y su independencia monetaria. Estableció por ello un sistema financiero con dos divisas, el dinar yugoslavo y el marco alemán. Esta decisión fue tomada por el Banco Nacional de Yugoslavia, por aquel entonces pasando por una etapa de inestabilidad y expansión monetaria.
Este nuevo sistema, junto con una mejora de la situación económica y bancaria de Montenegro, resultó en un incremento de la confianza de los ciudadanos en el uso del dinar y marco. Desde enero de 2001, el país trató además de implantar el marco alemán como única moneda, pues había cantidad suficiente de la divisa en circulación, prescindiendo del dinar.

### Euro

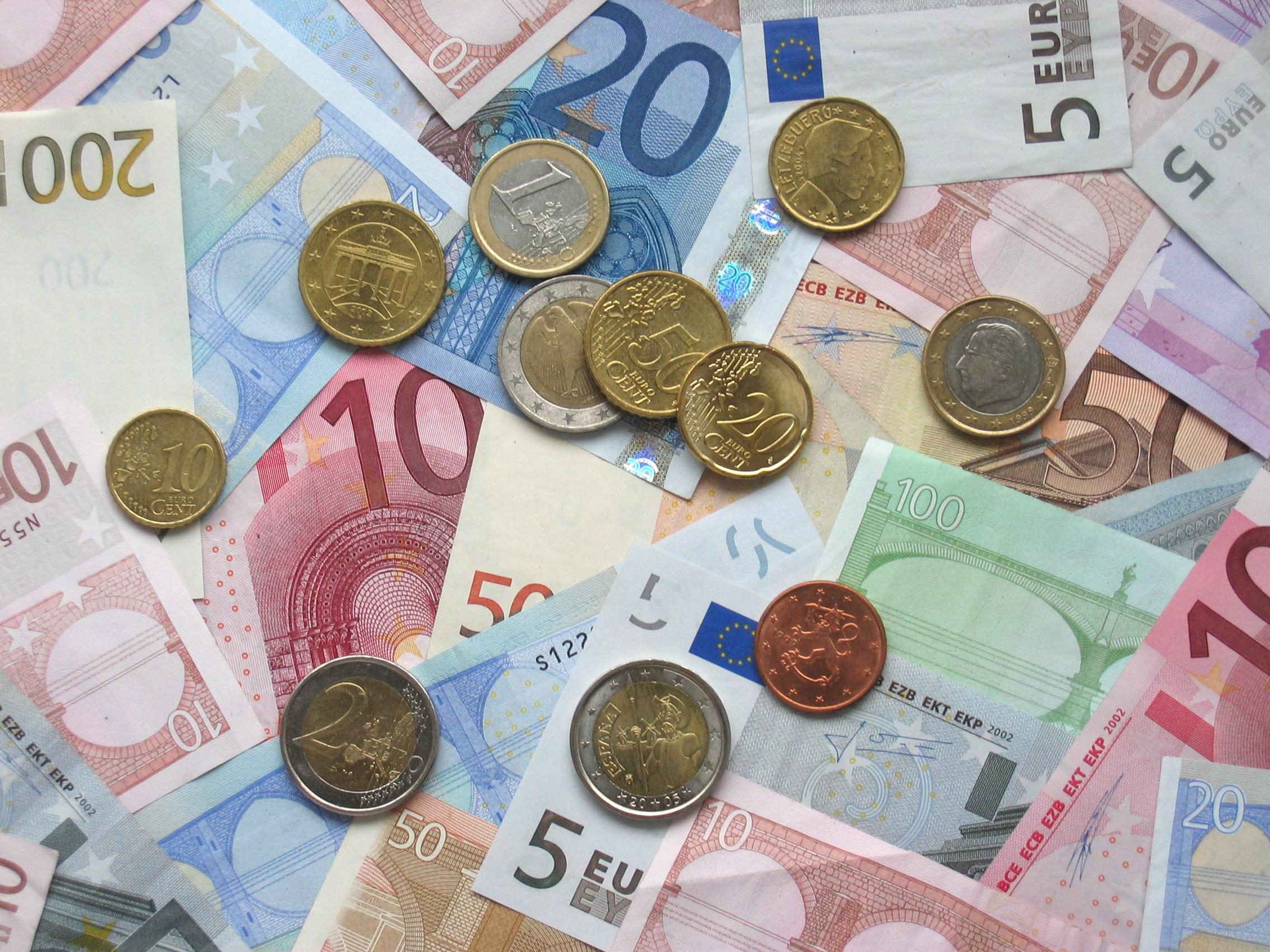
Monedas y billetes de euro de varios valores

El 1 de enero de 2002, los billetes y monedas de euro fueron oficialmente puestas en circulación en muchos países europeos, incluyendo a Alemania, donde era oficial el marco alemán. De este modo, el marco alemán cesó su curso legal inmediatamente después de la adopción del euro. Frente a estos acontecimientos, Montenegro decidió adoptar unilateralmente el euro en 2002, y aunque en un principio era usado paralelamente al marco alemán, en marzo de ese mismo año se convirtió en la única divisa legal. Los principales motivos de estas decisiones fueron, como en años atrás, potenciar la estabilidad monetaria y evitar la hiperinflación que se había dado en décadas anteriores. Hasta el día de hoy no hay acuerdos ni enlaces oficiales entre Montenegro y el Banco Central Europeo que aprueben el uso del euro en el país como divisa oficial. 

## Monedas
Los países de la Eurozona tienen en las monedas de euro un reverso común, pero poseen un anverso con un diseño propio, lo que quiere decir que cada moneda varía dependiendo del país en el que haya sido acuñada. Cuatro microestados europeos no pertenecientes a la Unión Europea tienen también el derecho de acuñar monedas con su propio diseño: Andorra, Mónaco, San Marino y Ciudad del Vaticano.
A diferencia de los miembros de la Eurozona, Montenegro no tiene la autoridad para emitir monedas de euro ni de acuñarlas con su propio diseño, por lo que dependen de monedas en circulación de otros estados. 

## La posición de la UE
Cuando Montenegro empezó a usar el euro como divisa nacional, el Banco Central Europeo no se opuso a ello en un primer momento. Sin embargo, con los años la Comisión Europea fue expresando su descontento con el uso unilateral del euro por parte de Montenegro. En 2007, la portavoz de la CE, Amelia Torres, declaró que "las condiciones para la adopción del euro son claras. Eso quiere decir, primera y principalmente, ser miembro de la UE". Además, en la Declaración adjunta al Acuerdo de Estabilización y Asociación de la UE está escrito que "la introducción unilateral del euro no es compatible con el Tratado". 
A pesar de que Montenegro fue propuesto como candidato para entrar en la Unión Europea en 2010, la UE continuó cuestionando su uso lícito del euro. Finalmente, la Comisión Europea reconoció el euro como moneda de Montenegro puesto que la introducción de la divisa se produjo durante "circunstancias extraordinarias" que afectaban económicamente al país. Como resultado, en Montenegro el euro sigue teniendo un curso legal y espera adherirse a la Unión Europea lo antes posible.  

## La posición de Montenegro
Los economistas del Banco Central de Montenegro han expuesto en varias ocasiones que las instituciones europeas esperan que Montenegro se adhiera a las reglas del MTC, como parte de los procedimientos para incorporarse a la Unión Europea. En 2009, Nikola Fabris, economista jefe del Banco Central de Montenegro, afirmó que la situación era ahora diferente que cuando el euro fue adoptado por Montenegro y que otras naciones que han considerado adoptar unilateralmente al euro, tales como Bosnia y Herzegovina, podrían enfrentarse a sanciones de la UE y suspender su proceso de adhesión.
Se esperaba que los analistas resolvieran la disputa del uso del euro por parte de Montenegro durante las negociaciones para el acceso a la UE. Los diplomáticos han manifestado que es poco probable que el país sea forzado a detener la circulación del euro. En 2013, Radoje Zugi, ministro de finanzas de Montenegro afirmó que "sería económicamente irracional volver a una divisa propia, para luego retornar al euro de nuevo". En cambio, Zugi espera que a Montenegro se le siga permitiendo circular el euro y prometió que "el gobierno de Montenegro tomará algunas importantes condiciones para que se le siga permitiendo su uso, como cumplimientos fiscales.

## Situación actual
En 2007, Montenegro firmó un Acuerdo de Estabilización y Asociación con la Unión Europea. Después, presentaron una candidatura para adherirse en diciembre de 2008, convirtiéndose en 2010 en un candidato oficial para unirse a la UE. En 2012, Montenegro se convirtió en el primer país de los actuales seis estados de los Balcanes Occidentales en empezar negociaciones de acceso con la UE y hasta la fecha, de acuerdo con muchos analistas, el más cercano a entrar en la Unión Europea.
Como parte de las negociaciones en proceso, la UE tendrá que lidiar con el caso especial de Montenegro, que ha adoptado el euro sin implementar en su territorio las mediadas económicas obligatorias para el conjunto de la Eurozona. Estas condiciones se encuentran expuestas en el artículo 140 del Tratado de Funcionamiento de la Unión Europea que asegura de ese modo que un estado está preparado para integrarse al régimen monetario de la zona financiera europea. Existen 4 criterios de convergencia económica:
1. Estabilidad de precios: la tasa de inflación no puede ser superior a 1,5 puntos porcentuales por encima de la tasa de los tres Estados miembros de la UE con mejores resultados.
2. Finanzas públicas sanas y sostenibles: el déficit público no puede ser superior al 3% del PIB. La deuda pública no puede ser superior al 60% del PIB.
3. Estabilidad del tipo de cambio: el candidato debe participar en el mecanismo de tipo de cambio ( MTC II ) durante al menos 2 años sin fuertes desviaciones del tipo central del MTC II y sin devaluar el tipo central bilateral de su moneda frente al euro en el mismo período.
4. Tipos de interés a largo plazo: el tipo de interés a largo plazo no debería ser superior a 2 puntos porcentuales por encima del tipo de los tres Estados miembros de la UE con mejores resultados en términos de estabilidad de precios.

Además de eso, para unirse a la Eurozona, los candidatos deberán de asegurar la independencia de sus bancos nacionales centrales mediante sus leyes y normas nacionales, y que sus estatutos sean compatibles con los del Banco Central Europeo y el Sistema Europeo de Bancos Centrales. 
El Tratado de Maastricht establece que todos los miembros de la Unión Europea deberán adherirse a la Eurozona con el tiempo, una vez hayan cumplido los criterios de convergencia. 
Hasta la fecha, el camino de Montenegro para su adhesión en la Unión y su participación en la Eurozona sigue sin estar definido. Algunos expertos creen que en una situación como la de Montenegro, los criterios de convergencia deberían ser un requisito para la candidatura del país para entrar en la UE, debiendo establecerse previamente antes de la adhesión.